# Hakaniemi
Hakaniemi (szw. Hagnäs) – stacja metra helsińskiego obsługująca dzielnice Hakaniemi i Kallio. Jest jedną z pierwszych stacji w mieście – otwarta została 1 czerwca 1982. Projekt wykonali Mirja Castrén, Juhani Jauhiainen i Marja Nuuttila. Hakaniemi znajduje się pomiędzy stacjami Kaisaniemi i Sörnäinen.
Na stacji Hakaniemi nakręcono ujęcia do teledysku do piosenki „Freestyler” zespołu Bomfunk MC’s oraz do filmu Aki Kaurismäkiego Calamari Union.